# Oh My God (canción)
«Oh My God» es una canción de Guns N' Roses lanzada en 1999 para la banda sonora de la película End of Days. La canción fue enviada a las estaciones de radio en noviembre de 1999 como un promo para la banda sonora y la banda, fue el primer sencillo desde Sympathy for the Devil, de 1994.
Aunque no apareció en el álbum Chinese Democracy (que estaba previsto para ser una trilogía de álbumes), la canción se grabó para la segunda parte de esta trilogía. En 2018 se filtró una versión en línea con guitarras de Bumblefoot que datan del año 2013 aunque siempre se ha tenido en cuenta. No se descarta que la canción se incluya en un próximo lanzamiento de la banda, al igual que "Silkworms".

## En vivo
"Oh My God" se tocó en vivo cuatro veces a principios y finales de 2001 en la primera etapa de la gira por el álbum 'Chinese Democracy'. Ha permanecido ausente desde entonces, pero la banda lo tocó durante las pruebas de sonido en 2011, y en ese mismo año apareció como alternativa como también en la lista de canciones para un show de 2018 en el Not In This Lifetime... Tour. En una entrevista con Guitarworks en abril de 2003, el guitarrista Richard Fortus mencionó que planeaba usar su guitarra Anderson Baritom en una gira futura mientras tocaba la canción.

## Crítica
«Oh My God» fue un éxito, pero los fanes de la banda decían que no era lo que esperaban de la vuelta de Guns N' Roses (especialmente por la ausencia del guitarrista Slash). La canción logró ganar el "Metal Edge Readers' Choice Award" por ser la banda sonora del año.

## Intregrantes
- Axl Rose - voz
- Dave Navarro - guitarra solista
- Paul Tobias - guitarra rítmica
- Tommy Stinson - bajo
- Josh Freese - batería, percusión
- Dizzy Reed - coros, teclado
- Chris Pitman - coros, sintetizador